# Número variable de repeticiones en tándem

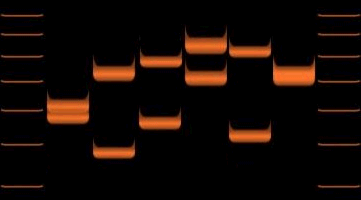
Variaciones de la longitud del alelo VNTR en seis individuos.

En genética molecular, el número variable de repeticiones en tándem o VNTR (acrónimo del inglés Variable Number of Tandem Repeats) son repeticiones de secuencias de 9 a 100 pares de bases que se utilizan como marcador molecular. El número de repeticiones es variable pero en general es menor a 1000. Estos se pueden encontrar en muchos cromosomas y, a menudo, muestran variaciones en la longitud (número de repeticiones) entre los individuos. Cada variante actúa como un alelo heredado, lo que permite su uso para la identificación personal o parental. Su análisis es útil en investigación genética y biológica, medicina forense y huellas genéticas

## Estructura y variación alélica
En el esquema anterior, los bloques rectangulares representan cada una de las secuencias de ADN repetidas en una ubicación particular de VNTR. Las repeticiones están en tándem, es decir, están agrupadas y orientadas en la misma dirección. Las repeticiones individuales pueden eliminarse (o agregarse) al VNTR a través de errores de recombinación o replicación , lo que da lugar a alelos con diferentes números de repeticiones. Las regiones flanqueantes son segmentos de secuencia no repetitiva (que se muestran aquí como líneas finas), que permiten extraer los bloques VNTR con enzimas de restricción y analizarlos mediante RFLP, o amplificarlos mediante la técnica de reacción en cadena de la polimerasa (PCR) y determinar su tamaño mediante electroforesis en gel.

## Herencia
Al analizar los datos de VNTR, se pueden utilizar dos principios genéticos básicos:
- Coincidencia de identidad: ambos alelos VNTR de una ubicación específica deben coincidir. Si dos muestras son del mismo individuo, deben mostrar el mismo patrón de alelos.
- Coincidencia de herencia: los alelos VNTR deben seguir las reglas de herencia. Al emparejar a un individuo con sus padres o hijos, una persona debe tener un alelo que coincida con uno de cada padre. Si la relación es más distante, como un abuelo o un hermano, entonces las coincidencias deben ser consistentes con el grado de parentesco.

## Clases
Los VNTR son un tipo de minisatélite en el que el tamaño de la secuencia repetida es generalmente de diez a cien pares de bases. Los minisatélites son un tipo de secuencia repetida en tándem de ADN, lo que significa que las secuencias se repiten una tras otra sin otras secuencias o nucleótidos entre ellas. Los minisatélites se caracterizan por una secuencia repetida de entre diez y cien nucleótidos, y el número de veces que se repite la secuencia varía entre cinco y cincuenta veces. Las secuencias de minisatélites son más grandes que las de microsatélites, en el que la secuencia repetida es generalmente de 1 a 6 nucleótidos. Los dos tipos de secuencias repetidas son en tándem, pero están especificados por la longitud de la secuencia repetida. Los VNTR, por lo tanto, debido a que tienen secuencias repetidas de diez a cien nucleótidos en las que cada repetición es exactamente igual, se consideran minisatélites. Sin embargo, aunque todos los VNTR son minisatélites, no todos los minisatélites son VNTR. Los VNTR pueden variar en la cantidad de repeticiones de un individuo a otro, como cuando algunos minisatélites que no son VNTR tienen secuencias repetidas que se repiten la misma cantidad de veces en todos los individuos que contienen repeticiones en tándem en sus genomas. 

## Relación con otras repeticiones en tándem
El ADN repetitivo, que representa más del 40% del genoma humano, está organizado en una asombrosa variedad de patrones. Las repeticiones se identificaron primero mediante la extracción de ADN satélite, que no revela cómo están organizadas. El uso de enzimas de restricción mostró que algunos bloques repetidos estaban intercalados en todo el genoma. La secuenciación del ADN mostró más tarde que otras repeticiones se agrupan en ubicaciones específicas, siendo las repeticiones en tándem más comunes que las repeticiones invertidas (que pueden interferir con la replicación del ADN). Los VNTR son la clase de repeticiones en tándem agrupadas que exhiben una variación alélica en sus longitudes.

## Detección
La detección de los VNTR se puede realizar por hibridación del ADN o por técnicas de PCR. En el primer caso, el ADN genómico es digerido con enzimas de restricción que reconocen sitios adyacentes a la región repetida. Los fragmentos se separan por electroforesis, se inmovilizan en una membrana y se detectan mediante sondas al igual que los marcadores RFLPs. La longitud de los fragmentos de restricción producidos en diferentes individuos varía de acuerdo al número de repeticiones del VNTR (pueden ser minisatelites[de 6 a 100 Pb]), por lo tanto todos los loci hipervariables del genoma son detectados simultáneamente, mientras que en los RFLP, las sondas son homólogas a secuencias únicas del genoma, por lo que se detectan uno o pocos loci cada vez. De esta manera, en el autorradiograma no se obtiene un patrón simple de
bandas como en el caso de los RFLP, sino  un perfil complejo de bandas múltiples.
Los VNTR también pueden ser detectados mediante la amplificación por PCR de los segmentos del genoma que contienen diferente número de repeticiones, utilizando para ello cebadores o "primers" que flanqueen los VNTR. Luego de la amplificación del ADN, los fragmentos se visualizan mediante electroforesis y tinción con bromuro de etidio o técnicas análogas. Esta opción se ha vuelto más frecuente con el aumento de información de secuencias en bases de datos que permiten el diseño de cebadores flanqueantes de minisatélites.

## Ventajas y desventajas
Como marcador molecular los VNTR tienen la ventaja de ser marcadores multipunto, es decir, que además de explorar el polimorfismo en la longitud de los fragmentos de restricción en cada locus hipervariable, utilizan también el polimorfismo en el número y distribución de estos loci a lo largo del genoma, posibilitando así la visualización simultánea de diversas regiones del mismo. Las limitaciones para esta técnica, son las mismas que presentan los RFLP.